# Comuna Stavrove, Ocna
Stavrove (în ucraineană Ставрове) este o comună în raionul Ocna Roșie, regiunea Odesa, Ucraina, formată din satele Demeanivka, Fedorivka, Kalistrativka, Stavrove (reședința) și Vasîlivka.

## Demografie
Componența lingvistică a comunei Stavrove
     Ucraineană (89,9%)
     Română (5,66%)
     Rusă (4,16%)
     Alte limbi (0,21%)
Conform recensământului din 2001, majoritatea populației comunei Stavrove era vorbitoare de ucraineană (89,9%), existând în minoritate și vorbitori de română (5,66%) și rusă (4,16%).